# Obzidje Stona
Obzidje Stona je niz obrambnih kamnitih zidov, prvotno dolgih več kot 7 kilometrov, ki so obdajali in zaščitili mesto Ston v Dalmaciji, takrat del Dubrovniške republike, v sedanji južni Hrvaški. Gradnja se je začela leta 1358. Danes je eden najdaljših ohranjenih fotifikacijskih sistemov na svetu.
Stonsko obzidje včasih imenujejo evropski Kitajski zid.

## Gradnja
Kljub temu, da je bila dobro zaščitena z masivnim mestnim obzidjem, je Drubrovniška republika uporabila Pelješac za izgradnjo druge obrambne linije . Na ožji točki, tik pred priključkom polotoka na celino, je bil od Stona do Malega Stona zgrajen zid. V celotni dobi republike so obzidje vzdrževali in obnavljali, ko so želeli zaščititi dragocene soline, ki so prispevale k dubrovniškemu bogastvu, in še danes delujejo.
Po padcu republike so se na obzidju začela rušitvena dela. Kasneje so avstrijske oblasti odnesle material z obzidja za gradnjo šol in občinskih zgradb, pa tudi za slavolok ob obisku avstrijskega cesarja leta 1884. Zid okoli Malega Stona je bil porušen z izgovorom, da je škodljiv za zdravje ljudi. Rušenje je bilo po drugi svetovni vojni ustavljeno.

### Opis
Zid, danes dolg 5,5 kilometra, povezuje Ston z Malim Stonom in je v obliki nepravilnega petkotnika. Dokončan je bil v 15. stoletju, skupaj z 10 okroglimi in 31 kvadratnimi stolpi (od tega jih je 20 ohranjenih) in 6 bastijoni. Znotraj so bile od severa do juga položene tri ulice in tri druge od vzhoda do zahoda. Tako je nastalo petnajst enakih blokov z 10 hišami v vsakem. Stanovanjske stavbe so bile okoli robov. Med javnimi zgradbami sta izjemni gotska Republiška kanclerjeva palača in škofovska palača.
Glavne ulice so široke 6 m (razen južne ulice, ki je široka 8 m), stranske ulice so široke 2 m. V mesto se je vstopalo skozi dvoja mestna vrata: Poljska vrata imajo latinski napis in datirajo v leto 1506. Središče sistema so trdnjava Veliki kaštio v Stonu, Koruna v Malem Stonu in trdnjava na hribu Podzvizd (224 m). Znani stavbeniki, ki so delali na projektu obzidja, so Michelozzo iz Firenc, Bernardino Gatti iz Parme in Giorgio da Sebenico (Juraj Dalmatinac) iz Benetk.
Mestni načrt Dubrovnika je bil uporabljen kot model za Ston, a ker je bil Ston zgrajen na pripravljenem terenu, se je temu modelu bolj sledilo kot v Dubrovniku.